# Djurgårdens IF Fotboll
Djurgårdens IF Fotbollförening  är fotbollsföreningen inom alliansföreningen Djurgårdens IF, vilken är baserad i Stockholm. Djurgårdens IF:s herrlag har år 2024 spelat 69 säsonger i Allsvenskan och vunnit den åtta gånger; totalt har man vunnit tolv SM-guld under säsongerna 1912, 1915, 1917, 1920, 1955, 1959, 1964, 1966, 2002, 2003, 2005 och 2019. Djurgårdens IF herrlag ligger på sjätte plats i den allsvenska maratontabellen. Djurgårdens IF hade i slutet av 2023 över 25 000 medlemmar.
Från 1936 till 2013 var Stockholms Stadion Djurgårdens hemmaarena för allsvenska matcher och i Svenska cupen, med undantag för ett år på Råsunda 2004 men som inte uppskattades av supportrarna. 2005 återvände man till anrika Stockholms Stadion. Vid derbymatcher mot Stockholmsrivalerna AIK och Hammarby IF, samt vid europacupmatcher, var Råsunda hemmaplan. Sedan sommaren 2013 är hemmaplan 3Arena, tidigare Tele2 Arena.
Djurgården har haft fyra storhetstider då merparten av föreningens SM-titlar vunnits. Dessa inföll under 1910-talet, 1950-talet och 1960-talet och 2000-talet. Djurgården kallas även för Djurgår'n, DIF, Järnkaminerna eller Blåränderna.

## Historia

### Bildande och de första åren
Föreningen bildades 12 mars 1891 och då var det huvudsakligen dragkamp, löpning, rodd och skidor som stod på programmet. Däremot hade fotboll svårt att komma igång i slutet av 1800-talet i Stockholm, främst för att riktiga spelplaner saknades. År 1896 byggdes Idrottsparken, en cykel- och friidrottsarena. 1899 var året då fotboll kom med på Djurgårdens program. Teodor Andersson från Göteborg, en före detta Gaisspelare, blev medlem i föreningen och hjälpte till att starta fotbollssektionen.
Inledningsvis spelade laget i röda tröjor, detta ändrades efter bara något enstaka år till tröjor med vertikala blåa ränder efter en riktlinje om matchdressens utseende som skrevs 1905. "Blus på längden randig mörkblå och ljusblå, byxor svart med revärer." Laget har spelat i en blårandig matchdress sedan dess.
Djurgården nådde sin första final i svenska mästerskapet 1904 där laget förlorade mot Göteborgslaget Örgryte IS. År 1912 vann Djurgården sin första SM-titel i fotboll, även denna gång i en final mot Örgryte där laget vann den andra omspelsfinalen med 3-1 på Råsunda IP i Solna. Det blev starten på lagets första storhetstid vilket innehöll ytterligare tre SM-titlar; 1915, 1917 och som avslutades med guldet 1920. I Svenska serien, Sveriges dåvarande högsta serie, nådde Djurgården inga större framgångar förutom en andraplats 1911/1912.

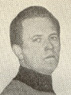
Einar "Stor-Klas" Svensson tränade laget mellan 1935 och 1944.

Skotten John Smith Maconnachie är den förste som man med säkerhet vet tränade laget. Detta skedde under en kort period hösten 1922.
Djurgården hade efter 1910-talet en tyngre period sett till resultaten, säsongen 1926–27 undantagen då laget för första gången nådde Allsvenskan, en period som fick sitt klimax 1929 då laget blev nedflyttat till tredjedivisionen och fick spela där fram till 1932.
1935 avslutades verksamheterna på Tranebergs IP efter att kontraktet med Stockholms stad gick ut. Laget flyttade därefter till Stockholms stadion 1936.

### Stockholms stadion
Djurgården inledde 1940-talet, som många säsonger under 1930-talet slutade, med en topplacering i Division 2 Norra. Det skulle dock dröja till säsongen 1944–45 innan laget lyckades nå förstaplatsen. Nästa säsong i Allsvenskan var laget direkt hotat av nedflyttning, men lyckades hålla sig kvar med en poäng ovanför nedflyttningsstrecket. Sektionens genom tiderna största förlust i Allsvenskan skedde under denna säsong då laget på bortaplan förlorade mot IFK Norrköping med 11–1. Laget var dock inte bättre än att det åkte ner till andradivisionen igen efter säsongen 1947–48. Det blev en ettårig sejour i tvåan, med 15 poäng före serietvåan Åtvidaberg, innan laget återvände till Allsvenskan för säsongen 1949–50 där de mäktade med en åttondeplats och 18 poäng.
Säsongen 1954–55 vann laget sin första allsvenska titel. Detta skedde under ledning av engelsk-kinesen Frank Soo. Under Soos ledning prioriterades ett fysiskt spel som senare kom att känneteckna Djurgården under 1950– och 1960-talen. Laget höll sig kvar i toppen ett antal säsonger och i samband med hockeysektionens framgångar under 1950-talet handlade mycket i svensk sport om Djurgården. Säsongen 1959 avslutades med ytterligare ett allsvenskt guld.
Decenniet därpå flyttades klubben ner till division två, men vistelsen där blev kortvarig; året därpå gick Djurgården upp i Allsvenskan på nytt. Säsongerna 1964 och 1966 lyckades laget hämta hem guldet, båda gångerna efter kontroversiella inslag. 1964 vann de allsvenskt guld på grund av en tveksam straffspark i sista omgången mot IFK Göteborg. Inför säsongen 1966 hade klubben IK Sirius bas köpt ett antal spelare från laget; Djurgården segrade trots en tunn spelartrupp. Den man som förknippades med dessa guld var Gösta Sandberg. Guldmatchen 1966 blev hans 300 och sista allsvenska match i blåränderna.

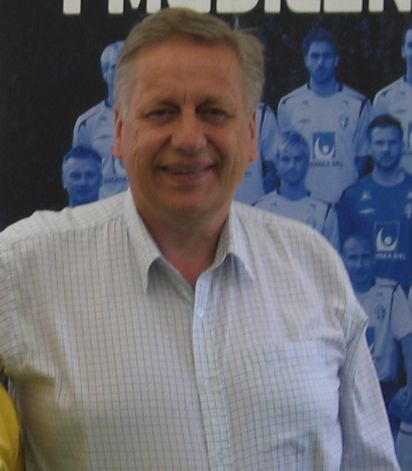
Tommy Söderberg ledde laget till final i SM-slutspelet 1988.

Under 1970-talet började det gå sämre för Djurgården. Det fanns en hel del så kallade jojo-tendenser inom klubben – tränare och medlemmar av styrelsen kom och gick och resultaten i Allsvenskan blev väldigt varierande. Allt från två tredje platser, 1970 och 1975, till en elfte plats 1976. Dessutom köptes omtalade nyförvärv in som sällan presterade enligt förväntan. 1972 kom dock lagets dittills största seger i Allsvenskan då de besegrade Hammarby med 8–1, ett rekord som skulle stå sig i 18 år.
Djurgårdens första riktiga formsvacka sedan efterkrigsåren kom under 1980-talet då laget var tvunget att kvala tre gånger för att nå Allsvenskan. Efter säsongen 1980 slutade djurgårdsprofilen Sven Lindman med elitfotbollen. Han spelade totalt 312 Allsvenska matcher för laget. Säsongen 1981 åkte laget ur Allsvenskan för första gången sedan 1960. De kommande säsongerna kom att handla om förlorade kval innan laget 1985, efter en dramatisk straffläggning, lyckades vinna mot Gais och ta sig upp till Allsvenskan igen. Laget lyckades dock inte bättre än att man åkte ur nästkommande säsong. 1987 anställdes Tommy Söderberg som ny tränare och laget vann division 1 norra med stor marginal.
Tränarbytet gav resultat i Allsvenskan 1988; Djurgården kvalificerade sig för slutspel och nådde final mot Malmö FF där det slutliga resultatet blev förlust med 7–3 efter två finaler. Laget etablerade sig de nästkommande säsongerna som ett stabilt allsvenskt lag rent sportsligt – ekonomiskt sett låg sektionen i botten och var inte sällan nära konkurs.
1990-talet inleddes med att Djurgården 1990 vann Svenska cupen för första gången och dessutom vann laget sin största seger någonsin i allsvenskan när de besegrade Hammarby med 9–1.
Trots denna inledning på 1990-talet kännetecknas årtiondet av jojo-tendenser där laget flyttades upp och ner mellan divisionerna; totalt bestod 1990-talet av sex säsonger i Allsvenskan och fyra i Division 1 Norra.
Ekonomiskt sett låg Djurgården illa till, och efter incidenten med "Terror-Tommy" 1995, då en åskådare sprang in på planen och attackerade domaren Anders Frisk, tilldömdes sektionen en match utan publik och 370 000 kronor i böter. 1998 hade sektionen 10 miljoner i skulder och var hotad av konkurs.

### 2000-talet: Uppe i allsvenskan och tre SM-guld
År 2000 spelades den första upplagan av den nya andradivisionen Superettan. Denna vanns av Djurgården och flyttades tillsammans med Malmö FF upp till Allsvenskan 2001. Inför säsongen värvades målvakten Andreas Isaksson från Juventus. Den allsvenska comebacken startade dock som de flesta på 1990-talet; den första segern kom i den sjunde omgången och laget låg länge i allsvenskans bottenskikt, men slogs till slut om guldet och slutade tvåa efter rivalen Hammarby.
2002 tog Djurgården sin första allsvenska titel på 36 år, det nionde SM-guldet i ordningen, under ledning av tränarna Sören Åkeby och Zoran Lukic. Dessutom vann laget Svenska cupen samma år genom att besegra AIK i finalen och fullbordade därmed dubbeln. 2003 försvarades SM-guldet. Mittfältaren Kim Källström, som spelade i klubben mellan 2002 och 2003, var med sina 26 allsvenska mål och 12 målgivande passningar en nyckelspelare. Efter säsongen lämnade Sören Åkeby och Zoran Lukic fortsatte som ensam huvudtränare med Stefan Rehn som assisterande. Tolv omgångar in i Allsvenskan 2004 tog Kjell Jonevret över som ny huvudtränare. 
Under ledning av Kjell Jonevret nådde Djurgården den tredje kvalomgången i Uefa Champions League 2004/2005 och fick där möta Juventus. Efter att ha spelat oavgjort (2–2) borta på Stadio Delle Alpi förlorade laget med 1–4 i returmötet som spelades på Råsunda. Säsongen avslutades med en fjärdeplats och ett nytt cupguld, det tredje totalt.
Djurgården vann Allsvenskan även 2005 samt tog ytterligare ett cupguld. En tredjeplats 2007 följdes av några tyngre år både sportsligt men framförallt ekonomiskt. 2008 lämnade Bosse Andersson sin position som klubbdirektör. Föreningen gjorde minusresultat samtliga år mellan 2008 och 2013.

### 3Arena (tidigare Tele2 Arena) (2013–)
Efter en turbulent vår 2013 klev meriterade Per Mathias Högmo in som ny huvudtränare, och det var Bosse som övertygade honom att ta jobbet. Högmo ledde laget till tre segrar i de tre sista hemmamatcherna på Stockholms Stadion innan man bytte hemmaplan till Stockholmsarenan, då kallad Tele2 Arena, numer 3Arena. I november 2013 blev det klart att Bosse Andersson återvänder till föreningen, nu i en tydligare roll som sportchef. Det blev vändningen och början på en resa tillbaka mot toppen. Tillsammans med VD:n Henrik Berggren räddade han klubbens ekonomi, en stor del i detta var spelarförsälningar man gjorde, blanda annat Michael Olunga till Kina för närmare 50 miljoner kronor, vilket slog klubbrekord, men också Felix Beijmo till Werder Bremen för 30 miljoner kronor.
Säsongen 2017 slutade Djurgården på tredje plats vilket innebar både första medaljen sen 2007 samt att laget fick en plats i kvalet till Europa League 2018/2019, för första gången på tio år.
Efter tretton titellösa år tog Djurgården 2018 sin första titel sedan 2005, efter att i finalen av Svenska cupen ha besegrat Malmö FF på Tele2 Arena med 3–0. Tränare Özcan Melkemichel lämnade efter två säsonger och ersattes av tränarparet Kim Bergstrand & Thomas Lagerlöf. År 2019 blev Djurgården åter svenska mästare, på 66 poäng, en bättre än sina konkurrenter Malmö och Hammarby. Guldet och förstaplatsen innebar kval till Champions League säsongen 2020/2021 men Djurgården lyckades inte kvalificera sig.
Säsongen 2021 slutade Djurgården på tredje plats vilket innebar att laget fick en plats i kvalet till Europa Conference League 22/23. Djurgården klev in i andra kvalificeringsrundan och lyckades kvalificera sig genom att slå HNK Rijeka, Sepsi och APOEL. Framgångarna fortsatte i turneringens gruppspel där Djurgården vann grupp F med sina 16 poäng och gick därmed direkt till åttondelsfinal där man förlorade mot Lech Poznan med 5-0 över två möten.
Säsongen 2024 hade laget inte kvalificerat sig till Europaspel via Allsvenskan men tack vare en derbyvinst borta mot AIK i Svenska cupens semifinal kvalificerade man sig återigen till Conference League tack vare att redan Europaklara Malmö FF stod för motståndet i cupfinalen. Djurgården inledde i kvalomgång 2 och slog ut luxemburgska Progrès Niederkorn, finska Ilves Tammerfors och slovenska NK Maribor och kvalificerade sig återigen till gruppspel, som den här gången bestod av enkelmöten. Några veckor efter ett inledande kryss borta mot österrikiska LASK Linz fick tränarparet Bergstrand & Lagerlöf gå och ersattes av interimtränaren Roberth Björknesjö. Efter förlust hemma mot portugisiska Vitória SC blev det vinster mot grekiska Panathinaikos FC, walesiska The New Saints FC, isländska Víkingur och polska Legia Warszawa, och Djurgården slutade på en femteplats av totalt 36 lag. I slutspelet blev det vinster mot cypriotiska Pafos FC i åttondelsfinalen och österrikiska SK Rapid Wien i kvartsfinalen, och i semifinalen lottades man mot engelska Chelsea FC.

## Arenor

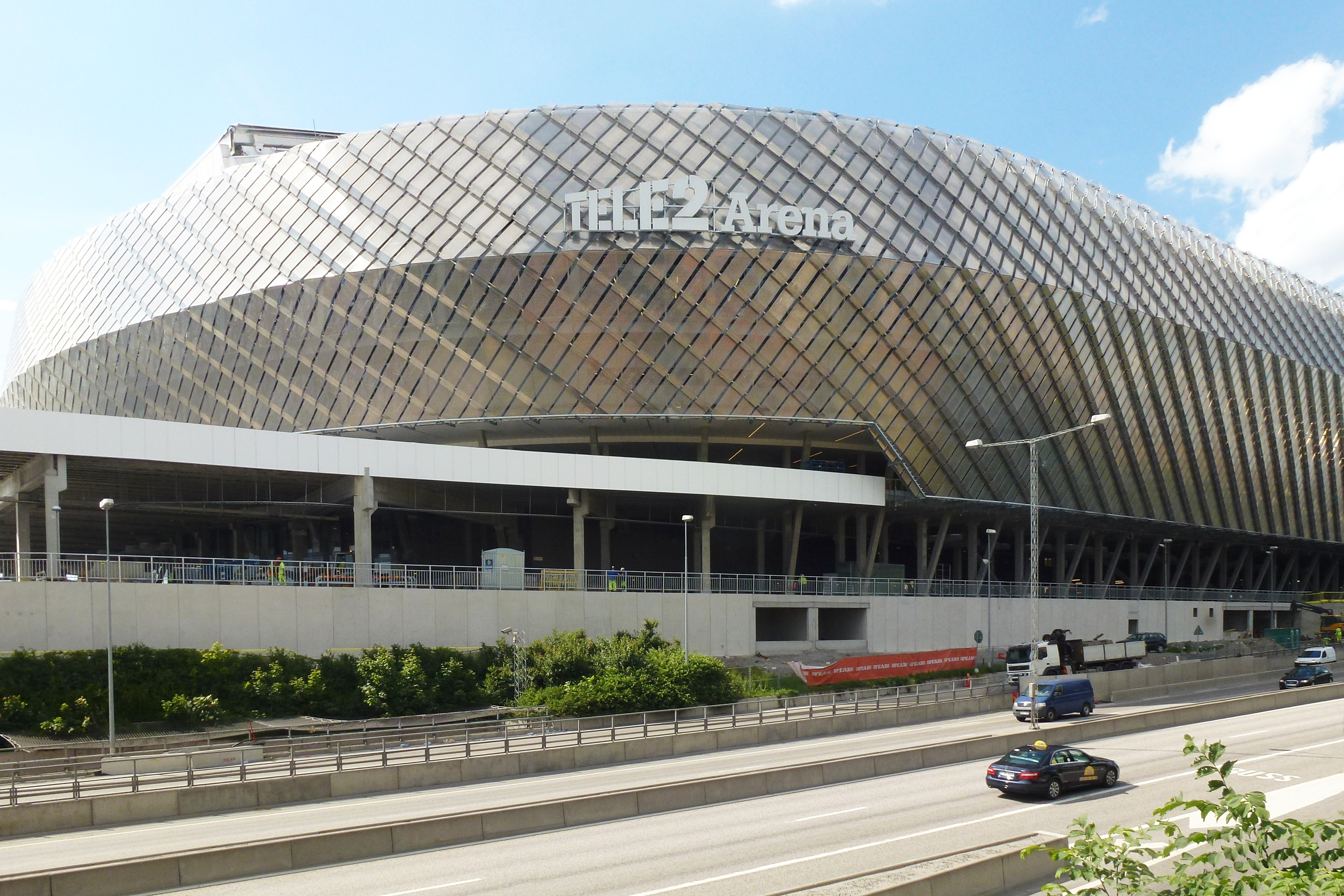
3Arena

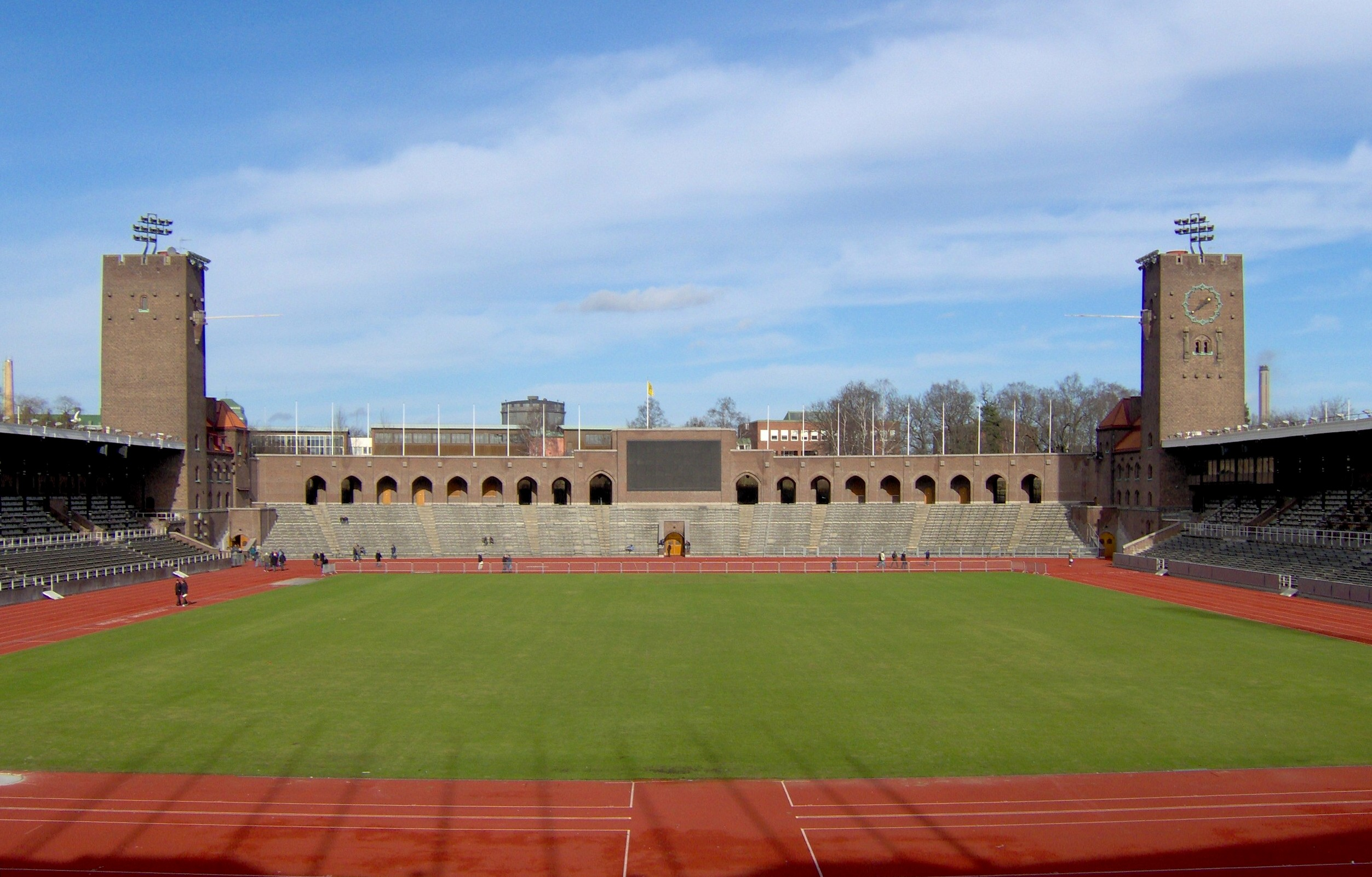
Stockholms stadion

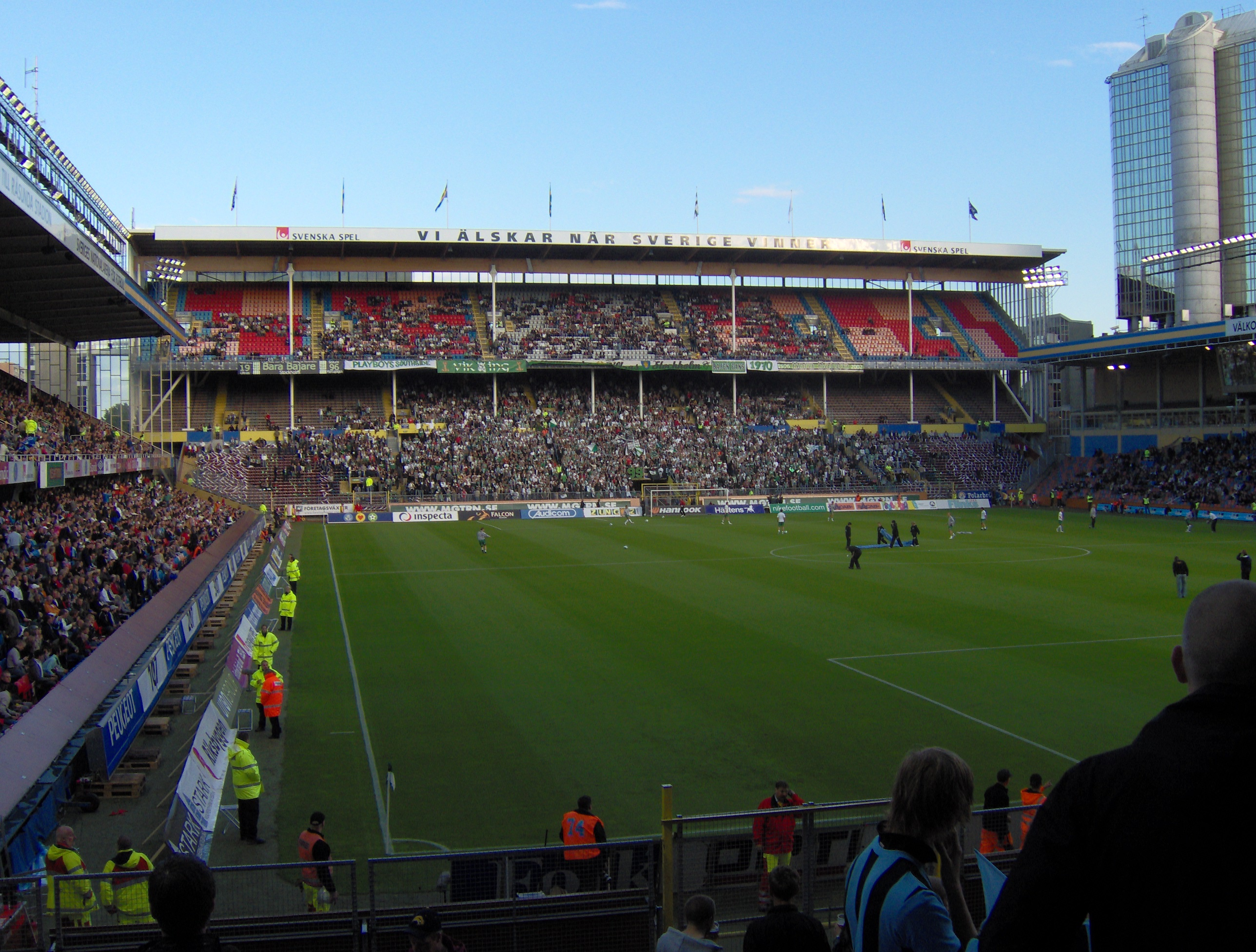
Råsundastadion

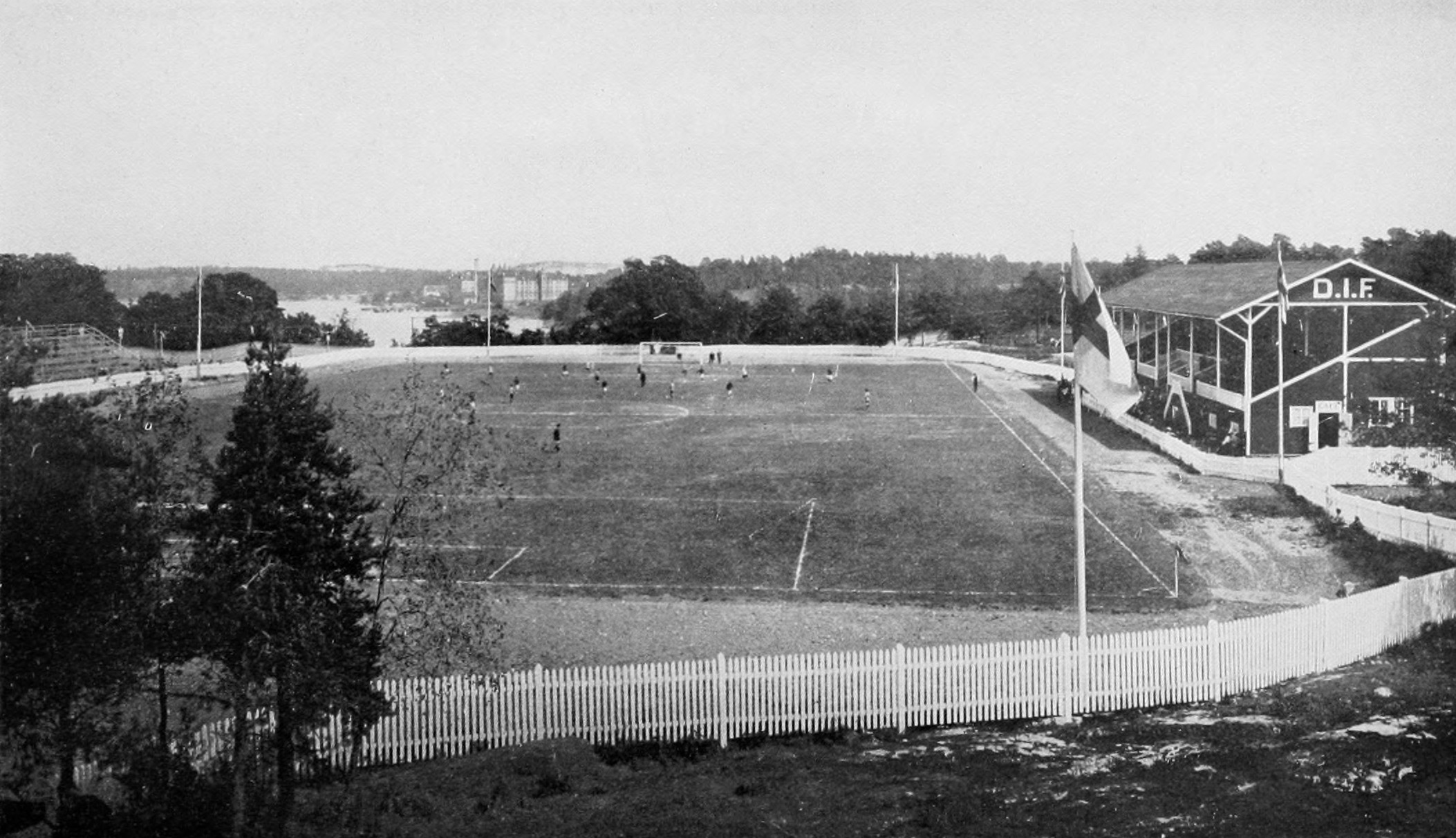
Tranebergs IP

Under 1900-talets första decennium spelade Djurgården på Stockholms idrottspark. Idrottsparken var en cykelbana av cement som invigdes 1896, och 1901 anlades en sandplan med måtten 100x50 meter för fotboll i mitten av cykelbanan. Där spelade laget fram till 1906 innan flytten till nyinvigda Östermalms IP. 1910 skrev Djurgården ett kontrakt med Stockholm stad på 25 år om att få utnyttja ett stycke mark vid Tranebergsbron. I oktober 1911 stod Tranebergs IP klar och blev föreningens första egna hemmaarena.
När Djurgårdens kontrakt om användandet av Tranebergs Idrottsplats gick ut 1935 erbjöd Stockholms stad inget nytt kontrakt för föreningen och laget var hemlöst tills AIK flyttade ut från Stockholms stadion för att spela på den nybyggda Råsundastadion i Solna. Djurgården skrev ett kontrakt med Stockholms stadions styrelse 1936 om nyttjande av arenan och flyttade samma år in sin verksamhet i stadions lokaler. Under 1950- och 1960-talen spelades i princip alla hemmamatcher på Råsunda på grund av det rådande publiktrycket. Under 2000-talets början användes även Råsunda vid ombyggnader av Stockholms stadion och av ekonomiska skäl.
Mellan åren 1936 och 2013 var Djurgårdens hemmaarena Stockholms stadion, där serie- och cupmatcher spelades. Derbyn spelades av säkerhets- och publikskäl på Råsunda. Djurgården har publikrekordet för klubblag både på Råsunda och på Stockholms stadion. 1959 såg 50 750 åskådare Djurgården besegra IFK Göteborg med 2–1 på Råsunda, och 1946 såg 21 995 åskådare Djurgården förlora mot AIK med 0–2 på Stadion.
Före valet 2006 lovades Djurgården en lösning på mark för en ny arena av den borgerliga alliansen och flera förslag hade arbetats fram. Ett av förslagen var att både Djurgården och Hammarby skulle spela på Tele2 Arena. Ett annat alternativ var att bygga om den kulturminnesmärkta Stadion. Ytterligare förslag var att bygga en helt ny arena, antingen ett stenkast ifrån Stadion, på Östermalms IP, med plats för ungefär 25 000 åskådare  eller en arena på Storängsbotten. Båda dessa förslag fick dock nej av Kungliga Djurgårdens Förvaltning, som förvaltar marken. Dock presenterades ett nytt arenaförslag i juli 2010 placerat på Östermalms IP för 18 000 åskådare, som förvaltningen ej motsatte sig. Djurgården planerade initialt att få arenan byggd och spelklar till 2014.
Den 6 oktober 2011 rekommenderades styrelsen för Djurgårdens IF Fotboll att Tele2 Arena skulle ta över som lagets hemmaarena från och med säsongen 2013 . Dagen efter, fredagen den 7 oktober, beslutade Djurgårdens styrelse att använda Tele2 Arena från och med säsongen 2013 och ge klubbens förhandlingsgrupp mandat att slutförhandla med arenan . Beslutet innebar att 2012 blev den sista hela säsongen för Djurgården på Stockholms stadion. Tele2 Arena blev försenad och Djurgårdens IF Fotboll fortsatte därför att spela på Stockholms stadion fram till halvvägs genom säsongen 2013. Djurgården och Hammarby IF, som också spelar på Tele2 Arena, blev ersatta med ungefär 10Mkr var i uteblivna intäkter . Djurgården valde den södra läktaren för sin klack.
Djurgården har sedan 1927 spelat en klar majoritet av sina allsvenska hemmamatcher på Stockholms Stadion, räknat med lägre divisioner är det över 500 matcher. Inför säsongen 2025 är statistiken i Allsvenskan följande:
- Stockholms Stadion 381 matcher
- Råsunda 314 matcher
- 3Arena (Tele2 Arena) 173 matcher
- Söderstadion 3 matcher
- Tranebergs IP 2 matcher.

## Organisation och ekonomi

### Organisation
Organisationen är uppbyggd i tre huvuddelar som ansvarar för olika delar av fotbollssektionen.
Djurgårdens IF Fotbollförening (DIF FF) har över 25 000 medlemmar (Oktober 2023) och är därmed Sveriges största fotbollsförening. Föreningen driver den sportsliga verksamheten med undantag för elitlaget som från och med säsongen 2006 flyttades över till det helägda bolaget DEF AB. Medlemstidningen heter "Djurgårdaren".
Djurgårdens Elitfotboll AB (DEF AB) registrerades den 13 maj 2005 och ägs till 100 procent av DIF FF. Bolaget driver Djurgårdens elitlag, även kallat A-laget, som sedan säsongen 2001 spelar i Allsvenskan. Bolaget äger även Djurgårdens Fotboll Försäljning AB (DFF AB).
DIF Invest AB bedriver investeringsverksamhet, främst i spelare. Bolaget grundades under sent 1980-tal och ombildades till riskkapitalbolag 1998. DIF Invest AB  ligger bakom den ekonomi som krävts för att genomföra ett antal kostsamma förstärkningar till spelartruppen. Två av värvningarna har gjorts tillsammans med dåvarande Quesada: Andreas Isaksson (inför 2001) och Kim Källström (inför 2002). I början av 2000-talet investerades 10 miljoner kronor vardera i bolaget från dåvarande föreningsordföranden Bo Lundquist och den sedan november 2009 valde föreningsordföranden Tommy Jacobson. Sedan 2001 är Varenne Investment (före detta verksamhet inom Quesada) delägare.
| Verkställande direktörer (för elitverksamheten) - 2007–2011: Alf Johansson - 2011–2013: Johan Ahlborg - 2013–: Henrik Berggren | Ordföranden (för föreningen) - 1984: Bo "Bagis-Bosse" Andersson - 1985: Reine Gustavsson - 1986: Bengt Broberg - 1987: Åke Bogerius - 1988: Bo "Bagis-Bosse" Andersson - 1989-1991: Jan Lilja - 1992: Bo GT Peterson - 1993–1996: Mats Olsson - 1997: Lars Erbom - 1998–2008: Bo Lundquist - 2008–2009: Lars-Erik Sjöberg (tillförordnad) - 2009: Per Darnell - 2009–2013: Tommy Jacobson - 2013–2025: Lars-Erik Sjöberg - 2025–: Erik Gozzi (tillförordnad) |

### Ekonomi

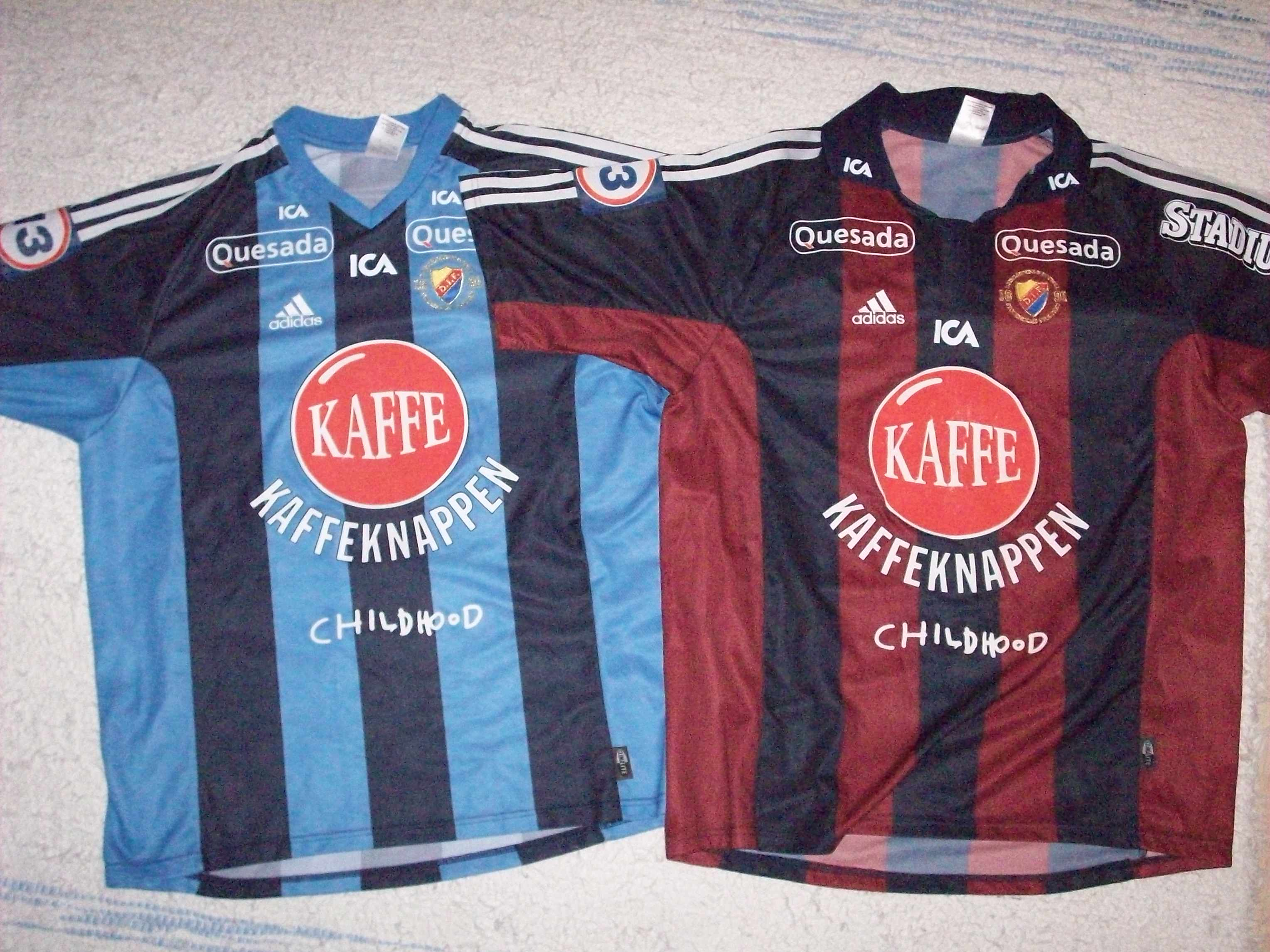
Sponsorintäkter genereras bland annat genom reklam på matchtröjan. Här visas hemma- och bortatröjan för säsongerna 2002-2003.

Djurgårdens IF har haft blandade ekonomiska resultat under åren föreningen har existerat. Fotbollssektionen var, liksom samtliga sektioner, från bildandet 1891 till och med 1991 bunden både sportsligt och ekonomiskt till huvudföreningen Djurgårdens IF. Detta innebar att samtliga sektioner delade på ekonomiska bördor och vinster. Till en början vara ekonomin beroende av medlemsavgifter som betalades varje månad. Föreningen fick tidigt problem med ekonomin, inte sällan för att medlemsavgifter var obetalda.
Fotbollssektionen var länge ekonomiskt beroende av andra sektioners framgångar, till exempel skidsektionen.
Detta berodde på låga publiksiffror och minimala framgångar inom fotbollssektionen. Under 1920- och 1930-talen var sektionen i den högsta serien två gånger sammanlagt. Under 1940-talet vändes denna trend då laget under senare delen av decenniet nådde allsvenskan ett flertal gånger och etablerade sig i den högsta serien vilket genererade publik. Trenden fortsatte under 1950-talet och fotbollen blev tillsammans med ishockeysektionen idrottsföreningens primära pengaflöde då båda sektionerna var framgångsrika och genererade mycket publik. De ekonomiska framgångarna höll i sig under 1960-talet men försvagades i och med att fotbollsintresset dalade under årtiondet. Publikminskningen märktes alltmer under 1970-talet och det gjorde även ökade spelarlöner. Fotbollssektionen som länge var en stabil inkomstkälla för föreningen visade snabbt upp negativa resultat.
1980-talet kännetecknades av tunga ekonomiska problem där dyra nyförvärv kombinerades med svikande publiksiffror. En alltmer viktigare inkomstkälla under årtiondet var reklam, 1980 användes sponsring på lagets matchtröjor för att generera intäkter för första gången. Tidigare skedde endast sponsring vid sidan av fotbollsplanen.
Under våren 1987 nådde 1980-talets ekonomiska kris sitt klimax då ett underskott på 12,3 miljoner kronor presenterades. I september samma år accepterades ett ackord på 25% i domstol där alternativet var konkurs. Kort därefter bildades DIF AB med syftet att rekonstruera Djurgårdens IF finansiellt. Samtidigt skedde en insamling bland föreningens 10 000 medlemmar som gav närmare en miljon kronor.
1991 ombildades Djurgårdens IF till att bli en alliansförening. Detta innebar att varje sektion blev ekonomiskt och sportsligt självständig.
Den ekonomiska situationen förvärrades ytterligare under 1990-talet och nådde sitt klimax 1998 då sektionen nådde ett underskott på 10 miljoner kronor på en omsättning om 18 miljoner.
Samma år skedde ett stort antal förändringar i och med att Bo Lundquist tog över ordförandeposten. Stora skulder skrevs om till långsiktiga lån och Djurgården Fotboll AB ombildades till riskkapitalbolag.
Där gick ett flertal finansmän in med kapital för framtida investeringar som till exempel spelarköp. Ekonomin var under de första åren på 2000-talet positiv och föreningen nådde 2007 en omsättning på 97,5 miljoner kronor och ett eget kapital på 26,9 miljoner kronor, men mellan åren 2008-2013 visade man ett minusresultat. Åren 2014-2024 har man vänt det till att gå plus varje enskild säsong förutom två.

## Supportrar

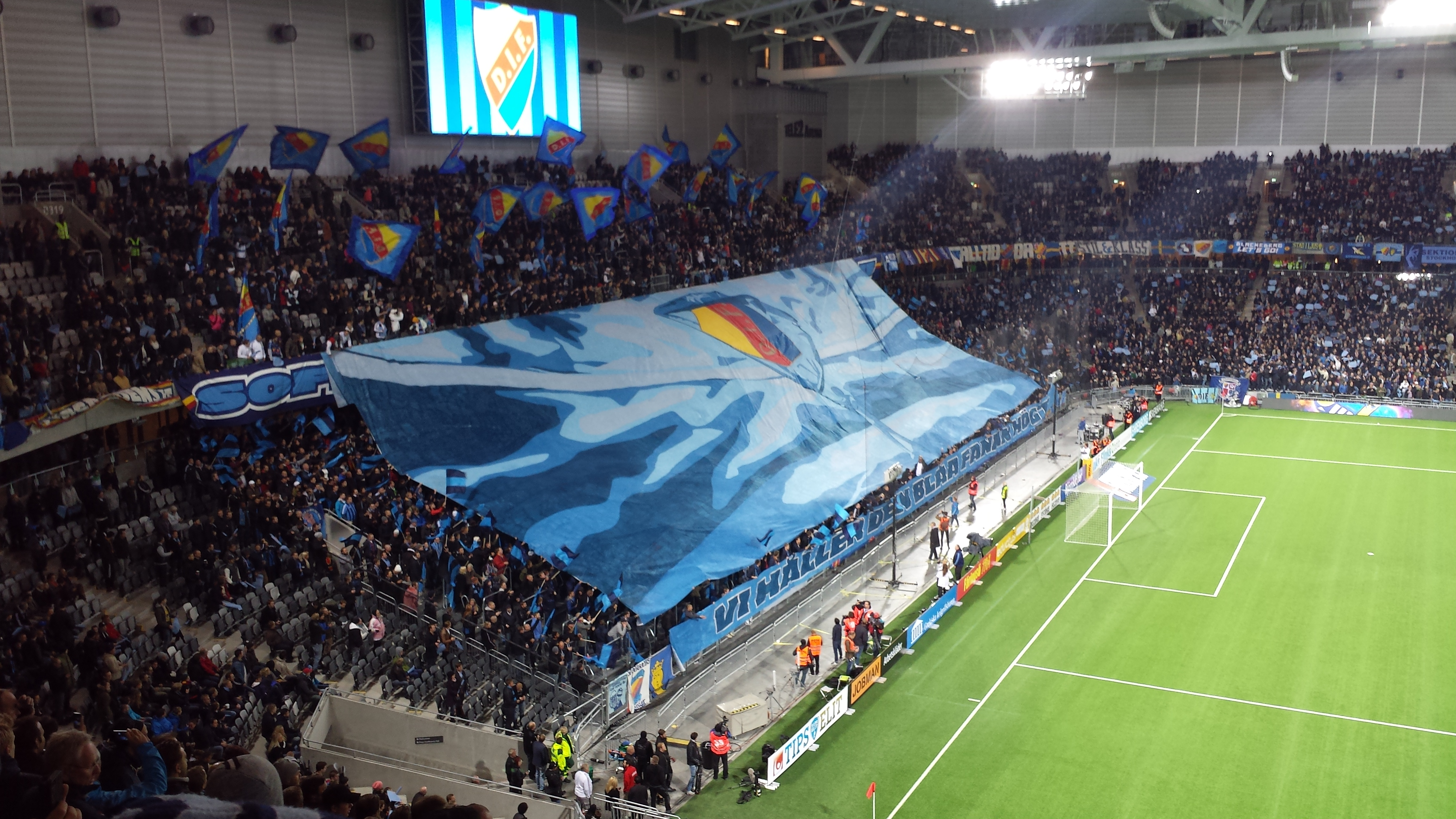
Tifo före derbyt mot AIK den 26 september 2013.

Djurgårdens supportrar har organiserat sig i föreningar sedan 1947, då Djurgårdens Supporters Club bildades. Föreningen anordnade bussresor till bortamatcher för medlemmar, men någon organiserad klack fanns inte. Under mitten och slutet av 1970-talet började dock klackar organiseras och 1981 bildades supporterföreningen Blue Saints. Namnet kom till efter att Djurgårdsklacken sjöng "Oh when the saints go marching in", när Djurgårdens hockeyspelare gick in på Hovets is. 1997 bytte Blue Saints namn till Järnkaminerna efter våldsamma incidenter vilket gjorde att föreningen fått negativ kritik från media och allmänheten.
Idag har Järnkaminerna flera tusen medlemmar. Supportrarna härrör främst från Stockholmsregionen, men lokala landsortsföreningar finns över hela landet, däribland även en förening från Åland. En stor SIFO-undersökning från 2013 visade att Djurgården är det lag som har näst flest anhängare av Stockholmslagen.
Djurgårdsklacken har gjort sig känd de senaste åren för att ha visat upp stora tifoarrangemang, främst vid derbyn mot AIK och Hammarby.  Järnkaminernas tifogrupp och senare Ultras STHLM vann 2001, respektive 2003 Canal+ tifopris. Under 2005 grundades supportergruppen Fabriken, som enbart riktar in sig på tifoverksamhet. Till säsongen 2013 omorganiserades tifoverksamheten. Fabriken lades ned och man bildade istället Sofialäktaren Tifo. Djurgården har även sedan 2003 en av Sveriges ledande ultrasgrupper, vid namn Ultra Caos Stockholm.

### Publiksnitt genom tiderna
|     | Säsong  | Serie                 | Publiksnitt | Placering | Arena                          |
| --- | ------- | --------------------- | ----------- | --------- | ------------------------------ |
| 1   | 2024    | Allsvenskan           | 19 399      | 4:a       | 3Arena (tidigare Tele2 Arena)  |
| 2   | 2023    | Allsvenskan           | 19 288      | 4:a       | 3Arena (tidigare Tele2 Arena)  |
| 3   | 2022    | Allsvenskan           | 19 587      | 2:a       | 3Arena (tidigare Tele2 Arena)  |
| 4   | 2021    | Allsvenskan           | 9 197       | 3:a       | 3Arena (tidigare Tele2 Arena)  |
| 5   | 2020    | Allsvenskan           | 0           | 4:a       | 3Arena (tidigare Tele2 Arena)  |
| 6   | 2019    | Allsvenskan           | 15 958      | 1:a       | 3Arena (tidigare Tele2 Arena)  |
| 7   | 2018    | Allsvenskan           | 12 306      | 7:a       | 3Arena (tidigare Tele2 Arena)  |
| 8   | 2017    | Allsvenskan           | 16 241      | 3:a       | 3Arena (tidigare Tele2 Arena)  |
| 9   | 2016    | Allsvenskan           | 13 393      | 7:a       | 3Arena (tidigare Tele2 Arena)  |
| 10  | 2015    | Allsvenskan           | 15 484      | 6:a       | 3Arena (tidigare Tele2 Arena)  |
| 11  | 2014    | Allsvenskan           | 13 145      | 7:a       | 3Arena (tidigare Tele2 Arena)  |
| 12  | 2013    | Allsvenskan           | 12 475      | 7:a       | Stockholms Stadion/Tele2 Arena |
| 13  | 2012    | Allsvenskan           | 9 182       | 9:a       | Stockholms Stadion             |
| 14  | 2011    | Allsvenskan           | 8 671       | 11:a      | Stockholms Stadion             |
| 15  | 2010    | Allsvenskan           | 7 178       | 10:a      | Stockholms Stadion             |
| 16  | 2009    | Allsvenskan           | 9 435       | 14:e      | Stockholms Stadion             |
| 17  | 2008    | Allsvenskan           | 10 168      | 12:a      | Stockholms Stadion             |
| 18  | 2007    | Allsvenskan           | 14 148      | 3:a       | Stockholms Stadion             |
| 19  | 2006    | Allsvenskan           | 13 358      | 6:a       | Stockholms Stadion             |
| 20  | 2005    | Allsvenskan           | 14 075      | 1:a       | Stockholms Stadion             |
| 21  | 2004    | Allsvenskan           | 12 321      | 4:a       | Råsunda                        |
| 22  | 2003    | Allsvenskan           | 16 083      | 1:a       | Stockholms Stadion             |
| 23  | 2002    | Allsvenskan           | 14 246      | 1:a       | Stockholms Stadion             |
| 24  | 2001    | Allsvenskan           | 12 480      | 2:a       | Stockholms Stadion             |
| 25  | 2000    | Superettan            | 5 545       | 1:a       | Stockholms Stadion             |
| 26  | 1999    | Allsvenskan           | 9 173       | 14:e      | Stockholms Stadion             |
| 27  | 1998    | Division 1 Norra      | 2 819       | 1:a       | Stockholms Stadion             |
| 28  | 1997    | Division 1 Norra      | 2 973       | 2:a       | Stockholms Stadion             |
| 29  | 1996    | Allsvenskan           | 3 894       | 13:e      | Stockholms Stadion             |
| 30  | 1995    | Allsvenskan           | 6 802       | 6:e       | Stockholms Stadion             |
| 31  | 1994    | Division 1 Norra      | 2 249       | 1:a       | Stockholms Stadion             |
| 32  | 1993    | Division 1 Norra      | 3 232       | 3:e       | Stockholms Stadion             |
| 33  | 1992    | Allsvenskan           | 4 169       | 7:e       | Stockholms Stadion             |
| 34  | 1992    | Kvalsvenskan          | 2 338       | 5:e       | Stockholms Stadion             |
| 35  | 1991    | Allsvenskan           | 3 938       | 5:e       | Stockholms Stadion             |
| 36  | 1991    | Mästerskapsserien     | 5 237       | 5:e       | Stockholms Stadion             |
| 37  | 1990    | Allsvenskan           | 4 179       | 5:e       | Råsunda                        |
| 38  | 1989    | Allsvenskan           | 3 275       | 6:e       | Råsunda                        |
| 39  | 1988    | Allsvenskan           | 6 034       | 3:e       | Stockholms Stadion             |
| 40  | 1987    | Division 1 Norra      | 1 835       | 1:a       | Stockholms Stadion             |
| 41  | 1986    | Allsvenskan           | 5 861       | 12:e      | Stockholms Stadion             |
| 42  | 1985    | Division 2 Norra      | 1 801       | 1:a       | Stockholms Stadion             |
| 43  | 1984    | Division 2 Norra      | 2 050       | 3:e       | Stockholms Stadion             |
| 44  | 1983    | Division 2 Norra      | 2 418       | 2:a       | Stockholms Stadion             |
| 45  | 1982    | Division 2 Norra      | 2 882       | 1:a       | Stockholms Stadion             |
| 46  | 1981    | Allsvenskan           | 4 966       | 14:e      | Stockholms Stadion             |
| 47  | 1980    | Allsvenskan           | 5 438       | 12:e      | Stockholms Stadion             |
| 48  | 1979    | Allsvenskan           | 8 293       | 10:e      | Stockholms Stadion             |
| 49  | 1978    | Allsvenskan           | 5 054       | 5:e       | Stockholms Stadion             |
| 50  | 1977    | Allsvenskan           | 8 157       | 10:e      | Stockholms Stadion             |
| 51  | 1976    | Allsvenskan           | 6 999       | 11:e      | Stockholms Stadion             |
| 52  | 1975    | Allsvenskan           | 7 940       | 3:e       | Stockholms Stadion             |
| 53  | 1974    | Allsvenskan           | 7 558       | 8:e       | Stockholms Stadion             |
| 54  | 1973    | Allsvenskan           | 7 928       | 3:e       | Stockholms Stadion             |
| 55  | 1972    | Allsvenskan           | 5 840       | 7:e       | Stockholms Stadion             |
| 56  | 1971    | Allsvenskan           | 8 765       | 4:a       | Stockholms Stadion             |
| 57  | 1970    | Allsvenskan           | 10 092      | 3:a       | Stockholms Stadion             |
| 58  | 1969    | Allsvenskan           | 9 690       | 3:a       | Stockholms Stadion             |
| 59  | 1968    | Allsvenskan           | 11 241      | 4:a       | Stockholms Stadion             |
| 60  | 1967    | Allsvenskan           | 9 728       | 2:a       | Stockholms Stadion             |
| 61  | 1966    | Allsvenskan           | 11 539      | 1:a       | Stockholms Stadion             |
| 62  | 1965    | Allsvenskan           | 9 424       | 8:a       | Stockholms Stadion             |
| 63  | 1964    | Allsvenskan           | 12 753      | 1:a       | Stockholms Stadion             |
| 64  | 1963    | Allsvenskan           | 15 812      | 6:a       | Stockholms Stadion             |
| 65  | 1962    | Allsvenskan           | 16 264      | 2:a       | Stockholms Stadion             |
| 66  | 1961    | Division 2            | 3 998       | 1:a       | Stockholms Stadion             |
| 67  | 1960    | Allsvenskan           | 10 944      | 11:a      | Stockholms Stadion             |
| 68  | 1959    | Allsvenskan           | 22 696      | 1:a       | Stockholms Stadion             |
| 69  | 1957/58 | Allsvenskan           | 13 364      | 3:a       | Stockholms Stadion             |
| 70  | 1956/57 | Allsvenskan           | 12 375      | 5:a       | Stockholms Stadion             |
| 71  | 1955/56 | Allsvenskan           | 15 148      | 3:a       | Stockholms Stadion             |
| 72  | 1954/55 | Allsvenskan           | 19 010      | 1:a       | Stockholms Stadion             |
| 73  | 1953/54 | Allsvenskan           | 16 477      | 6:a       | Stockholms Stadion             |
| 74  | 1952/53 | Allsvenskan           | 14 885      | 3:a       | Stockholms Stadion             |
| 75  | 1951/52 | Allsvenskan           | 16 319      | 7:a       | Stockholms Stadion             |
| 76  | 1950/51 | Allsvenskan           | 18 902      | 6:a       | Stockholms Stadion             |
| 77  | 1949/50 | Allsvenskan           | 21 535      | 8:a       | Stockholms Stadion             |
| 78  | 1948/49 | Division 2 Nordöstra  | 6 139       | 1:a       | Stockholms Stadion             |
| 79  | 1947/48 | Allsvenskan           | 15 250      | 11:a      | Stockholms Stadion             |
| 80  | 1946/47 | Allsvenskan           | 16 413      | 9:a       | Stockholms Stadion             |
| 81  | 1945/46 | Allsvenskan           | 13 253      | 10:a      | Stockholms Stadion             |
| 82  | 1944/45 | Division 2 Norra      | 2 535       | 1:a       | Stockholms Stadion             |
| 83  | 1943/44 | Division 2 Norra      | 2 493       | 3:a       | Stockholms Stadion             |
| 84  | 1942/43 | Division 2 Norra      | 2 201       | 6:a       | Stockholms Stadion             |
| 85  | 1941/42 | Division 2 Norra      | 2 382       | 5:a       | Stockholms Stadion             |
| 86  | 1940/41 | Division 2 Norra      | 1 821       | 2:a       | Stockholms Stadion             |
| 87  | 1939/40 | Division 2 Norra      | 2 474       | 2:a       | Stockholms Stadion             |
| 88  | 1938/39 | Division 2 Norra      | 4 051       | 3:a       | Stockholms Stadion             |
| 89  | 1937/38 | Division 2 Norra      | 4 494       | 2:a       | Stockholms Stadion             |
| 90  | 1936/37 | Allsvenskan           | 8 334       | 11:a      | Stockholms Stadion             |
| 91  | 1935/36 | Division 2 Östra      | 2 261       | 1:a       | Tranebergs IP                  |
| 92  | 1934/35 | Division 2 Östra      | 2 411       | 2:a       | Tranebergs IP                  |
| 93  | 1933/34 | Division 2 Östra      | 4 194       | 2:a       | Tranebergs IP                  |
| 94  | 1932/33 | Division 2 Östra      | 2 594       | 3:a       | Tranebergs IP                  |
| 95  | 1931/32 | Division 3 Östsvenska | 318         | 1:a       | Tranebergs IP                  |
| 96  | 1930/31 | Division 3 Östsvenska | 317         | 1:a       | Tranebergs IP                  |
| 97  | 1929/30 | Division 3 Östsvenska | 461         | 1:a       | Tranebergs IP                  |
| 98  | 1928/29 | Division 2 Norra      | 500         | 9:a       | Tranebergs IP                  |
| 99  | 1927/28 | Allsvenskan           | 6 738       | 11:a      | Tranebergs IP                  |
| 100 | 1926/27 | Division 2 Östsvenska | 267         | 1:a       | Tranebergs IP                  |
| 101 | 1925/26 | Division 2 Östsvenska | 550         | 3:a       | Tranebergs IP                  |
| 102 | 1924/25 | Division 2 Östsvenska | 530         | 3:a       | Tranebergs IP                  |

## Rivaler
Djurgårdens största rival är AIK och därefter Hammarby IF. Möten mellan Djurgården och AIK brukar ibland kallas "Tvillingderbyt" eftersom de bägge föreningarna bildades samma år och länge delade hemmaplan. Dock är det smeknamnet något som få supportrar tagit till sig då man inte ser sig som tvillingar och inte vill förknippas med varandra. Andra rivaler utifrån landet är IFK Göteborg och Malmö FF men även Helsingborgs IF.

## Matchställ
Djurgården har nästan alltid spelat i blårandiga tröjor på hemmaplan, vilket gett upphov till smeknamnet blåränderna. En av de första lagbilderna i blårandigt ställ är från 1903. Från början av 1960-talet till 1979 spelade man i ett ljusblått ställ med smala mörkblåa ränder innan 1980 bjöd på en helt mörkblå hemmatröja. Den blev bara ettårig innan den ljusblåa kom tillbaka. Från 1986 har det varit mer jämnt fördelat ljus-/mörkblått. 
Sen 1976 har adidas levererat matchtröjan med undantag för 1988-1989 då Nike var sponsor. Den 11 februari 2021 gick man ut med att avtalet med adidas förlängs i fem år till.

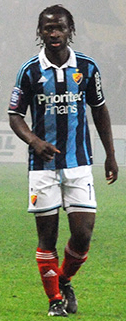
Amadou Jawo i en allsvensk match 2014.

| År        | Tröjsponsor | Huvudsponsor                                               |
| --------- | ----------- | ---------------------------------------------------------- |
| 1976–1979 | Adidas      | Ingen                                                      |
| 1980      | Adidas      | MasterCharge                                               |
| 1981      | Adidas      | Köpkort                                                    |
| 1982      | Adidas      | Ingen                                                      |
| 1983      | Adidas      | Atari                                                      |
| 1984–1987 | Adidas      | Året Runt                                                  |
| 1988      | Nike        | QC Business Card                                           |
| 1989      | Nike        | Mita Copiers                                               |
| 1990-1992 | Adidas      | Mita Copiers                                               |
| 1993      | Adidas      | Ica Kundkort                                               |
| 1994–1996 | Adidas      | Graphium                                                   |
| 1997      | Adidas      | "Nej till våld och droger!"                                |
| 1998      | Adidas      | Hewlett-Packard                                            |
| 1999      | Adidas      | Bewator                                                    |
| 2000–2004 | Adidas      | Kaffeknappen (Ica var huvudsponsor i Europaspel 2002-2004) |
| 2005–2012 | Adidas      | ICA                                                        |
| 2013      | Adidas      | Djurgårdsandan                                             |
| 2014–2023 | Adidas      | Prioritet finans                                           |
| 2024–     | Adidas      | Mobill                                                     |

## Meriter
- Svenska mästare:
  - SM-guld (12): 1912, 1915, 1917, 1920, 1954–55, 1959, 1964, 1966, 2002, 2003, 2005, 2019
- Allsvenskan (1925–):
  - Vinnare (8): 1954/55, 1959, 1964, 1966, 2002, 2003, 2005, 2019
  - Ligatvåa (4): 1962, 1967, 2001, 2022
- Svenska mästerskapet (1896–1925):
  - Vinnare (4): 1912, 1915, 1917, 1920
  - Finalist (7): 1904, 1906, 1909, 1910, 1913, 1916, 1919
- Svenska cupen:
  - Vinnare (5): 1989/90, 2002, 2004, 2005, 2017/18
  - Finalist (5): 1951, 1974/75, 1988/89, 2012/13, 2023/24
- Svenska serien: (1910–1924)
  - Ligatvåa (1): 1911/12
- Royal League (2004–2007):
  - Semifinal (1): 2005/06
  - Gruppspel (1): 2004/05
- Champions League (1992–) / Mästarcupen (1955–1991):
  - Kvartsfinal (1): 1955/56
  - Omgång 1 (2): 1965/66, 1967/68
  - Kvalomgång (4): 2003/04, 2004/05, 2006/07, 2020/21
- Europa League (2009–) / Uefacupen (1971–2009) / Mässcupen (1955–1971):
  - Omgång 2 (2): 1974/75, 2002/03
  - Omgång 1 (5): 1964/65, 1966/67, 1971/72, 1976/77, 2004/05
  - Kvalomgång (4): 2005/06, 2008/09, 2018/19, 2020/21
- Conference League (2021/22–):
  - Semifinal (1): 2024/25
  - Åttondelsfinal (1): 2022/23
  - Kvalomgång (1): 2023/24
- Cupvinnarcupen (1960–1999):
  - Omgång 2 (1): 1989/90
  - Omgång 1 (2): 1975/76, 1990/91
- Intertotocupen (1961–2008):
  - Gruppspel (14): 1963/64, 1965/66, 1967, 1968, 1969, 1970, 1971, 1972, 1973, 1974, 1976, 1989, 1991, 1996
- Nackas minne (1977–1990, 2003–2004):
  - Vinnare: 1990
  - Finalist: 2004
- Rosenska Pokalen (1899–1903):
  - Finalist: 1902
- Wicanderska välgörenhetsskölden (1905–1916):
  - Vinnare (4): 1907, 1910, 1913, 1915
  - Finalist (3): 1908, 1914, 1916
- Corinthian Bowl (1906–1913):
  - Vinnare (1): 1910
  - Finalist (2): 1908, 1911

## Rekord
- Största vinst, Allsvenskan: 9–1 mot Hammarby IF, 13 augusti 1990
- Största förlust, Allsvenskan: 1–11 mot IFK Norrköping, 14 oktober 1945
- Publikrekord, Råsunda: 50 750 mot IFK Göteborg, 11 oktober 1959
- Publikrekord, Stockholms stadion: 21 995 mot AIK, 16 augusti 1946
- Publikrekord, 3Arena (tidigare Tele2 Arena): 28 875 mot Malmö FF, 29 mars 2025
- Flest allsvenska matcher: 312, Sven Lindman 1965–1980
- Flest allsvenska mål: 70, Gösta "Knivsta" Sandberg 1951–1966
- Flest seriematcher totalt: 322, Gösta "Knivsta" Sandberg 1951–1966
- Flest mål totalt: 77, Gösta "Knivsta" Sandberg 1951–1966

## Sportsliga resultat

### Allsvenskan, senaste åren
| Allsvensk placering sedan 2001-2024 | Allsvensk placering sedan 2001-2024 | Allsvensk placering sedan 2001-2024 | Allsvensk placering sedan 2001-2024 | Allsvensk placering sedan 2001-2024 | Allsvensk placering sedan 2001-2024 | Allsvensk placering sedan 2001-2024 | Allsvensk placering sedan 2001-2024 | Allsvensk placering sedan 2001-2024 | Allsvensk placering sedan 2001-2024 | Allsvensk placering sedan 2001-2024 | Allsvensk placering sedan 2001-2024 | Allsvensk placering sedan 2001-2024 | Allsvensk placering sedan 2001-2024 | Allsvensk placering sedan 2001-2024 | Allsvensk placering sedan 2001-2024 | Allsvensk placering sedan 2001-2024 | Allsvensk placering sedan 2001-2024 | Allsvensk placering sedan 2001-2024 | Allsvensk placering sedan 2001-2024 | Allsvensk placering sedan 2001-2024 | Allsvensk placering sedan 2001-2024 | Allsvensk placering sedan 2001-2024 | Allsvensk placering sedan 2001-2024 |      |
| Plats                               | 2001                                | 2002                                | 2003                                | 2004                                | 2005                                | 2006                                | 2007                                | 2008                                | 2009                                | 2010                                | 2011                                | 2012                                | 2013                                | 2014                                | 2015                                | 2016                                | 2017                                | 2018                                | 2019                                | 2020                                | 2021                                | 2022                                | 2023                                | 2024 |
| ----------------------------------- | ----------------------------------- | ----------------------------------- | ----------------------------------- | ----------------------------------- | ----------------------------------- | ----------------------------------- | ----------------------------------- | ----------------------------------- | ----------------------------------- | ----------------------------------- | ----------------------------------- | ----------------------------------- | ----------------------------------- | ----------------------------------- | ----------------------------------- | ----------------------------------- | ----------------------------------- | ----------------------------------- | ----------------------------------- | ----------------------------------- | ----------------------------------- | ----------------------------------- | ----------------------------------- | ---- |
| 1                                   |                                     |                                     |                                     |                                     |                                     |                                     |                                     |                                     |                                     |                                     |                                     |                                     |                                     |                                     |                                     |                                     |                                     |                                     |                                     |                                     |                                     |                                     |                                     |      |
| 2                                   |                                     |                                     |                                     |                                     |                                     |                                     |                                     |                                     |                                     |                                     |                                     |                                     |                                     |                                     |                                     |                                     |                                     |                                     |                                     |                                     |                                     |                                     |                                     |      |
| 3                                   |                                     |                                     |                                     |                                     |                                     |                                     |                                     |                                     |                                     |                                     |                                     |                                     |                                     |                                     |                                     |                                     |                                     |                                     |                                     |                                     |                                     |                                     |                                     |      |
| 4                                   |                                     |                                     |                                     |                                     |                                     |                                     |                                     |                                     |                                     |                                     |                                     |                                     |                                     |                                     |                                     |                                     |                                     |                                     |                                     |                                     |                                     |                                     |                                     |      |
| 5                                   |                                     |                                     |                                     |                                     |                                     |                                     |                                     |                                     |                                     |                                     |                                     |                                     |                                     |                                     |                                     |                                     |                                     |                                     |                                     |                                     |                                     |                                     |                                     |      |
| 6                                   |                                     |                                     |                                     |                                     |                                     |                                     |                                     |                                     |                                     |                                     |                                     |                                     |                                     |                                     |                                     |                                     |                                     |                                     |                                     |                                     |                                     |                                     |                                     |      |
| 7                                   |                                     |                                     |                                     |                                     |                                     |                                     |                                     |                                     |                                     |                                     |                                     |                                     |                                     |                                     |                                     |                                     |                                     |                                     |                                     |                                     |                                     |                                     |                                     |      |
| 8                                   |                                     |                                     |                                     |                                     |                                     |                                     |                                     |                                     |                                     |                                     |                                     |                                     |                                     |                                     |                                     |                                     |                                     |                                     |                                     |                                     |                                     |                                     |                                     |      |
| 9                                   |                                     |                                     |                                     |                                     |                                     |                                     |                                     |                                     |                                     |                                     |                                     |                                     |                                     |                                     |                                     |                                     |                                     |                                     |                                     |                                     |                                     |                                     |                                     |      |
| 10                                  |                                     |                                     |                                     |                                     |                                     |                                     |                                     |                                     |                                     |                                     |                                     |                                     |                                     |                                     |                                     |                                     |                                     |                                     |                                     |                                     |                                     |                                     |                                     |      |
| 11                                  |                                     |                                     |                                     |                                     |                                     |                                     |                                     |                                     |                                     |                                     |                                     |                                     |                                     |                                     |                                     |                                     |                                     |                                     |                                     |                                     |                                     |                                     |                                     |      |
| 12                                  |                                     |                                     |                                     |                                     |                                     |                                     |                                     |                                     |                                     |                                     |                                     |                                     |                                     |                                     |                                     |                                     |                                     |                                     |                                     |                                     |                                     |                                     |                                     |      |
| 13                                  |                                     |                                     |                                     |                                     |                                     |                                     |                                     |                                     |                                     |                                     |                                     |                                     |                                     |                                     |                                     |                                     |                                     |                                     |                                     |                                     |                                     |                                     |                                     |      |
| 14                                  |                                     |                                     |                                     |                                     |                                     |                                     |                                     |                                     |                                     |                                     |                                     |                                     |                                     |                                     |                                     |                                     |                                     |                                     |                                     |                                     |                                     |                                     |                                     |      |
| 15                                  |                                     |                                     |                                     |                                     |                                     |                                     |                                     |                                     |                                     |                                     |                                     |                                     |                                     |                                     |                                     |                                     |                                     |                                     |                                     |                                     |                                     |                                     |                                     |      |
| 16                                  |                                     |                                     |                                     |                                     |                                     |                                     |                                     |                                     |                                     |                                     |                                     |                                     |                                     |                                     |                                     |                                     |                                     |                                     |                                     |                                     |                                     |                                     |                                     |      |

### Svenska cupen 1986-
| Svenska cupen 2012/13 - | Svenska cupen 2012/13 - | Svenska cupen 2012/13 - | Svenska cupen 2012/13 - | Svenska cupen 2012/13 - | Svenska cupen 2012/13 - | Svenska cupen 2012/13 - | Svenska cupen 2012/13 - | Svenska cupen 2012/13 - | Svenska cupen 2012/13 - | Svenska cupen 2012/13 - | Svenska cupen 2012/13 - | Svenska cupen 2012/13 - | Svenska cupen 2012/13 - |
| Plats                   | 12/13                   | 13/14                   | 14/15                   | 15/16                   | 16/17                   | 17/18                   | 18/19                   | 19/20                   | 20/21                   | 21/22                   | 22/23                   | 23/24                   | 24/25                   |
| ----------------------- | ----------------------- | ----------------------- | ----------------------- | ----------------------- | ----------------------- | ----------------------- | ----------------------- | ----------------------- | ----------------------- | ----------------------- | ----------------------- | ----------------------- | ----------------------- |
| Seger                   |                         |                         |                         |                         |                         |                         |                         |                         |                         |                         |                         |                         |                         |
| Final                   |                         |                         |                         |                         |                         |                         |                         |                         |                         |                         |                         |                         |                         |
| Semifinal               |                         |                         |                         |                         |                         |                         |                         |                         |                         |                         |                         |                         |                         |
| Kvartsfinal             |                         |                         |                         |                         |                         |                         |                         |                         |                         |                         |                         |                         |                         |
| Gruppspel               |                         |                         |                         |                         |                         |                         |                         |                         |                         |                         |                         |                         |                         |
| Kvalspel                |                         |                         |                         |                         |                         |                         |                         |                         |                         |                         |                         |                         |                         |

| Svenska cupen 1986/87 - 2012 | Svenska cupen 1986/87 - 2012 | Svenska cupen 1986/87 - 2012 | Svenska cupen 1986/87 - 2012 | Svenska cupen 1986/87 - 2012 | Svenska cupen 1986/87 - 2012 | Svenska cupen 1986/87 - 2012 | Svenska cupen 1986/87 - 2012 | Svenska cupen 1986/87 - 2012 | Svenska cupen 1986/87 - 2012 | Svenska cupen 1986/87 - 2012 | Svenska cupen 1986/87 - 2012 | Svenska cupen 1986/87 - 2012 | Svenska cupen 1986/87 - 2012 | Svenska cupen 1986/87 - 2012 | Svenska cupen 1986/87 - 2012 | Svenska cupen 1986/87 - 2012 | Svenska cupen 1986/87 - 2012 | Svenska cupen 1986/87 - 2012 | Svenska cupen 1986/87 - 2012 | Svenska cupen 1986/87 - 2012 | Svenska cupen 1986/87 - 2012 | Svenska cupen 1986/87 - 2012 | Svenska cupen 1986/87 - 2012 | Svenska cupen 1986/87 - 2012 | Svenska cupen 1986/87 - 2012 |
| Plats                        | 86/87                        | 87/88                        | 88/89                        | 89/90                        | 90/91                        | 1991                         | 92/93                        | 93/94                        | 94/95                        | 95/96                        | 96/97                        | 97/98                        | 98/99                        | 99/00                        | 00/01                        | 2002                         | 2003                         | 2004                         | 2005                         | 2006                         | 2007                         | 2008                         | 2009                         | 2010                         | 2011                         |
| ---------------------------- | ---------------------------- | ---------------------------- | ---------------------------- | ---------------------------- | ---------------------------- | ---------------------------- | ---------------------------- | ---------------------------- | ---------------------------- | ---------------------------- | ---------------------------- | ---------------------------- | ---------------------------- | ---------------------------- | ---------------------------- | ---------------------------- | ---------------------------- | ---------------------------- | ---------------------------- | ---------------------------- | ---------------------------- | ---------------------------- | ---------------------------- | ---------------------------- | ---------------------------- |
| Seger                        |                              |                              |                              |                              |                              |                              |                              |                              |                              |                              |                              |                              |                              |                              |                              |                              |                              |                              |                              |                              |                              |                              |                              |                              |                              |
| Final                        |                              |                              |                              |                              |                              |                              |                              |                              |                              |                              |                              |                              |                              |                              |                              |                              |                              |                              |                              |                              |                              |                              |                              |                              |                              |
| Semifinal                    |                              |                              |                              |                              |                              |                              |                              |                              |                              |                              |                              |                              |                              |                              |                              |                              |                              |                              |                              |                              |                              |                              |                              |                              |                              |
| Kvartsfinal                  |                              |                              |                              |                              |                              |                              |                              |                              |                              |                              |                              |                              |                              |                              |                              |                              |                              |                              |                              |                              |                              |                              |                              |                              |                              |
| Åttondel                     |                              |                              |                              |                              |                              |                              |                              |                              |                              |                              |                              |                              |                              |                              |                              |                              |                              |                              |                              |                              |                              |                              |                              |                              |                              |
| Sextondel                    |                              |                              |                              |                              |                              |                              |                              |                              |                              |                              |                              |                              |                              |                              |                              |                              |                              |                              |                              |                              |                              |                              |                              |                              |                              |
| Sämre                        |                              |                              |                              |                              |                              |                              |                              |                              |                              |                              |                              |                              |                              |                              |                              |                              |                              |                              |                              |                              |                              |                              |                              |                              |                              |

### Europaspel
| Europacupen/Champions League 1955-2020      | M   | V  | O  | F  | Mål | − | Insl | P   |
| ------------------------------------------- | --- | -- | -- | -- | --- | - | ---- | --- |
| Hemma                                       | 8   | 2  | 3  | 3  | 7   | − | 11   | 9   |
| Borta                                       | 9   | 2  | 2  | 5  | 10  | − | 19   | 8   |
| Totalt                                      | 17  | 4  | 5  | 8  | 17  | − | 30   | 17  |
|                                             |     |    |    |    |     |   |      |     |
| Mässcupen/Uefacupen/Europa League 1964-2020 | M   | V  | O  | F  | Mål | − | Insl | P   |
| Hemma                                       | 16  | 7  | 5  | 4  | 25  | − | 16   | 26  |
| Borta                                       | 14  | 2  | 3  | 9  | 13  | − | 35   | 9   |
| Totalt                                      | 30  | 9  | 8  | 13 | 38  | − | 51   | 35  |
|                                             |     |    |    |    |     |   |      |     |
| Cupvinnarcupen 1975-1990                    | M   | V  | O  | F  | Mål | − | Insl | P   |
| Hemma                                       | 4   | 1  | 3  | 0  | 9   | − | 4    | 6   |
| Borta                                       | 4   | 0  | 1  | 3  | 1   | − | 7    | 1   |
| Totalt                                      | 8   | 1  | 4  | 3  | 10  | − | 11   | 7   |
|                                             |     |    |    |    |     |   |      |     |
| Conference League 2022-2025                 | M   | V  | O  | F  | Mål | − | Insl | P   |
| Hemma                                       | 17  | 12 | 0  | 5  | 34  | − | 20   | 36  |
| Borta                                       | 17  | 8  | 4  | 5  | 23  | − | 18   | 28  |
| Totalt                                      | 34  | 20 | 4  | 10 | 57  | − | 38   | 64  |
|                                             |     |    |    |    |     |   |      |     |
| Intertotocupen 1963-1996                    | M   | V  | O  | F  | Mål | − | Insl | P   |
| Hemma                                       | 41  | 17 | 4  | 20 | 79  | − | 78   | 55  |
| Borta                                       | 41  | 7  | 8  | 26 | 35  | − | 83   | 29  |
| Totalt                                      | 82  | 24 | 12 | 46 | 57  | − | 161  | 84  |
|                                             |     |    |    |    |     |   |      |     |
| Totalt Europaspel 1955-2025                 | M   | V  | O  | F  | Mål | − | Insl | P   |
| Hemma                                       | 86  | 39 | 15 | 32 | 154 | − | 129  | 132 |
| Borta                                       | 85  | 19 | 18 | 48 | 82  | − | 162  | 75  |
| Totalt                                      | 171 | 58 | 33 | 80 | 235 | − | 291  | 207 |
| Senast uppdaterad 10 maj 2025.              |     |    |    |    |     |   |      |     |

| Säsong  | Tävling           | Runda                  | Land                                            | Motståndare              | Hemma | Borta | Totalt    |
| ------- | ----------------- | ---------------------- | ----------------------------------------------- | ------------------------ | ----- | ----- | --------- |
| 1955/56 | Europacupen       | Omgång 1               | Polen                                           | Gwardia Warszawa         | 0-0   | 4-1   | 4-1       |
| 1955/56 | Europacupen       | Kvartsfinal            | Skottland                                       | Hibernian FC             | 1-3   | 0-1   | 1-4       |
| 1963/64 | Intertotocupen    | Gruppspel              | Österrike                                       | SK Rapid Wien            | 0-3   | 1-3   | Utslagna  |
| 1963/64 | Intertotocupen    | Gruppspel              | Nederländerna                                   | PSV Eindhoven            | 0-1   | 0-2   | Utslagna  |
| 1963/64 | Intertotocupen    | Gruppspel              | Västtyskland                                    | VfR Neumünster           | 4-2   | 1-2   | Utslagna  |
| 1964/65 | Mässcupen         | Omgång 1               | England                                         | Manchester United FC     | 1-1   | 1-6   | 2-7       |
| 1965/66 | Intertotocupen    | Gruppspel              | Nederländerna                                   | Fortuna '54              | 0-1   | 0-3   | Utslagna  |
| 1965/66 | Intertotocupen    | Gruppspel              | Schweiz                                         | Grasshoppers             | 3-2   | 2-4   | Utslagna  |
| 1965/66 | Intertotocupen    | Gruppspel              | Västtyskland                                    | 1. FC Kaiserslautern     | 1-1   | 3-0   | Utslagna  |
| 1965/66 | Europacupen       | Omgång 1               | Bulgarien                                       | PFC Levski Sofia         | 2-1   | 0-6   | 2-7       |
| 1966/67 | Mässcupen         | Omgång 1               | Östtyskland                                     | 1. FC Lokomotive Leipzig | 1-3   | 1-2   | 2-5       |
| 1967    | Intertotocupen    | Gruppspel              | Polen                                           | Zagłębie Sosnowiec       | 1-2   | 1-4   | Utslagna  |
| 1967    | Intertotocupen    | Gruppspel              | Västtyskland                                    | FC Schalke 04            | 4-1   | 0-2   | Utslagna  |
| 1967    | Intertotocupen    | Gruppspel              | Österrike                                       | FC Wacker Innsbruck      | 0-7   | 0-2   | Utslagna  |
| 1967/68 | Europacupen       | Omgång 1               | Polen                                           | Górnik Zabrze            | 0-1   | 0-3   | 0-4       |
| 1968    | Intertotocupen    | Gruppspel              | Västtyskland                                    | SV Werder Bremen         | 3-4   | 2-1   | Utslagna  |
| 1968    | Intertotocupen    | Gruppspel              | Polen                                           | Szombierki Bytom         | 4-2   | 1-3   | Utslagna  |
| 1968    | Intertotocupen    | Gruppspel              | Tjeckien                                        | FC VSS Košice            | 0-1   | 2-3   | Utslagna  |
| 1969    | Intertotocupen    | Gruppspel              | Österrike                                       | Wiener SC                | 5-2   | 0-6   | Utslagna  |
| 1969    | Intertotocupen    | Gruppspel              | Polen                                           | Zagłębie Sosnowiec       | 2-1   | 0-3   | Utslagna  |
| 1969    | Intertotocupen    | Gruppspel              | Västtyskland                                    | SpVgg Greuther Fürth     | 1-3   | 1-1   | Utslagna  |
| 1970    | Intertotocupen    | Gruppspel              | Västtyskland                                    | Hannover 96              | 2-1   | 1-1   | Utslagna  |
| 1970    | Intertotocupen    | Gruppspel              | Nederländerna                                   | FC Twente                | 2-2   | 1-4   | Utslagna  |
| 1970    | Intertotocupen    | Gruppspel              | Tjeckien                                        | TJ Sklo Union Teplice    | 1-2   | 1-3   | Utslagna  |
| 1971    | Intertotocupen    | Gruppspel              | Schweiz                                         | Grasshoppers             | 1-0   | 2-0   | Utslagna  |
| 1971    | Intertotocupen    | Gruppspel              | Österrike                                       | Austria Salzburg         | 0-3   | 1-1   | Utslagna  |
| 1971    | Intertotocupen    | Gruppspel              | Tjeckien                                        | FK Inter Bratislava      | 2-3   | 2-1   | Utslagna  |
| 1971/72 | Uefacupen         | Omgång 1               | Socialistiska federativa republiken Jugoslavien | OFK Belgrad              | 2-2   | 1-4   | 3-6       |
| 1972    | Intertotocupen    | Gruppspel              | Schweiz                                         | FC Zürich                | 2-1   | 0-0   | Utslagna  |
| 1972    | Intertotocupen    | Gruppspel              | Slovakien                                       | ŠK Slovan Bratislava     | 2-3   | 1-4   | Utslagna  |
| 1972    | Intertotocupen    | Gruppspel              | Österrike                                       | First Vienna FC          | 1-3   | 0-3   | Utslagna  |
| 1973    | Intertotocupen    | Gruppspel              | Danmark                                         | Næstved IF               | 1-1   | 1-0   | Utslagna  |
| 1973    | Intertotocupen    | Gruppspel              | Tjeckien                                        | TJ Sklo Union Teplice    | 1-6   | 1-1   | Utslagna  |
| 1973    | Intertotocupen    | Gruppspel              | Österrike                                       | SK Austria Klagenfurt    | 2-0   | 0-2   | Utslagna  |
| 1974    | Intertotocupen    | Gruppspel              | Västtyskland                                    | Hamburger SV             | 1-3   | 0-2   | Utslagna  |
| 1974    | Intertotocupen    | Gruppspel              | Portugal                                        | Vitória SC               | 3-1   | 0-5   | Utslagna  |
| 1974    | Intertotocupen    | Gruppspel              | Schweiz                                         | Neuchâtel Xamax FCS      | 4-2   | 1-1   | Utslagna  |
| 1974/75 | Uefacupen         | Omgång 1               | Norge                                           | IK Start                 | 5-0   | 2-1   | 7-1       |
| 1974/75 | Uefacupen         | Omgång 2               | Tjeckien                                        | FK Dukla Prag            | 0-2   | 1-3   | 1-5       |
| 1975/76 | Cupvinnarcupen    | Omgång 1               | Wales                                           | Wrexham AFC              | 1-1   | 1-2   | 2-3       |
| 1976    | Intertotocupen    | Gruppspel              | Polen                                           | ROW Rybnik               | 3-0   | 2-5   | Vinnare   |
| 1976    | Intertotocupen    | Gruppspel              | Österrike                                       | SK Sturm Graz            | 3-0   | 0-1   | Vinnare   |
| 1976    | Intertotocupen    | Gruppspel              | Schweiz                                         | FC St. Gallen            | 3-2   | 0-0   | Vinnare   |
| 1976/77 | Uefacupen         | Omgång 1               | Nederländerna                                   | Feyenoord                | 2-1   | 0-3   | 2-4       |
| 1989    | Intertotocupen    | Gruppspel              | Polen                                           | Stal Mielec              | 1-4   | 0-1   | Utslagna  |
| 1989    | Intertotocupen    | Gruppspel              | Västtyskland                                    | Stuttgarter Kickers      | 0-1   | 0-0   | Utslagna  |
| 1989    | Intertotocupen    | Gruppspel              | Danmark                                         | Næstved IF               | 1-2   | 2-0   | Utslagna  |
| 1989/90 | Cupvinnarcupen    | Omgång 1               | Luxemburg                                       | Union Luxembourg         | 5-0   | 0-0   | 5-0       |
| 1989/90 | Cupvinnarcupen    | Omgång 2               | Spanien                                         | Real Valladolid          | 2-2   | 0-2   | 2-4       |
| 1990/91 | Cupvinnarcupen    | Omgång 1               | Island                                          | Fram Reykjavik           | 1-1   | 0-3   | 1-4       |
| 1991    | Intertotocupen    | Gruppspel              | Österrike                                       | FK Austria Wien          | 1-2   | 0-1   | Utslagna  |
| 1991    | Intertotocupen    | Gruppspel              | Tjeckien                                        | RH Cheb                  | 0-0   | 0-1   | Utslagna  |
| 1991    | Intertotocupen    | Gruppspel              | Danmark                                         | B 1903                   | 1-2   | 3-2   | Utslagna  |
| 1996    | Intertotocupen    | Gruppspel (enkelmöten) | Österrike                                       | LASK Linz                | X     | 0-2   | Utslagna  |
| 1996    | Intertotocupen    | Gruppspel (enkelmöten) | Cypern                                          | Apollon Limassol         | 8-0   | X     | Utslagna  |
| 1996    | Intertotocupen    | Gruppspel (enkelmöten) | Tyskland                                        | SV Werder Bremen         | X     | 2-3   | Utslagna  |
| 1996    | Intertotocupen    | Gruppspel (enkelmöten) | Färöarna                                        | B68                      | 5-1   | X     | Utslagna  |
| 2002/03 | Uefacupen         | Kvalomgång 1           | Irland                                          | Shamrock Rovers FC       | 2-0   | 3-1   | 5-1       |
| 2002/03 | Uefacupen         | Omgång 1               | Danmark                                         | FC Köpenhamn             | 3-1   | 0-0   | 3-1       |
| 2002/03 | Uefacupen         | Omgång 2               | Frankrike                                       | FC Girondins de Bordeaux | 0-1   | 1-2   | 1-3       |
| 2003/04 | Champions League  | Kvalomgång 2           | Serbien och Montenegro                          | FK Partizan Belgrad      | 2-2   | 1-1   | 3-3**     |
| 2004/05 | Champions League  | Kvalomgång 2           | Litauen                                         | FBK Kaunas               | 0-0   | 2-0   | 2-0       |
| 2004/05 | Champions League  | Kvalomgång 3           | Italien                                         | Juventus FC              | 1-4   | 2-2   | 3-6       |
| 2004/05 | Uefacupen         | Omgång 1               | Nederländerna                                   | FC Utrecht               | 3-0   | 0-4   | 3-4       |
| 2005/06 | Uefacupen         | Kvalomgång 2           | Irland                                          | Cork City FC             | 1-1   | 0-0   | 1-1**     |
| 2006/07 | Champions League  | Kvalomgång 2           | Slovakien                                       | MFK Ružomberok           | 1-0   | 1-3   | 2-3       |
| 2008/09 | Uefacupen         | Kvalomgång 1           | Estland                                         | FC Flora Tallinn         | 0-0   | 2-2   | 2-2*      |
| 2008/09 | Uefacupen         | Kvalomgång 2           | Norge                                           | Rosenborg BK             | 2-1   | 0-5   | 2-6       |
| 2018/19 | Europa League     | Kvalomgång 2           | Ukraina                                         | FK Mariupol              | 1-1   | 1-2   | 2-3       |
| 2020/21 | Champions League  | Kvalomgång 1           | Ungern                                          | Ferencváros TC           | X***  | 0-2   | 0-2       |
| 2020/21 | Europa League     | Kvalomgång 2           | Gibraltar                                       | Europa FC                | 2-1   | X***  | 2-1       |
| 2020/21 | Europa League     | Kvalomgång 3           | Rumänien                                        | CFR Cluj                 | 0-1   | X***  | 0-1       |
| 2022/23 | Conference League | Kvalomgång 2           | Kroatien                                        | HNK Rijeka               | 2-0   | 2-1   | 4-1       |
| 2022/23 | Conference League | Kvalomgång 3           | Rumänien                                        | Sepsi OSK                | 3-1   | 3-1   | 6-2       |
| 2022/23 | Conference League | Playoff                | Cypern                                          | APOEL FC                 | 3-0   | 2-3   | 5-3       |
| 2022/23 | Conference League | Gruppspel              | Irland                                          | Shamrock Rovers FC       | 1-0   | 0-0   | Gruppetta |
| 2022/23 | Conference League | Gruppspel              | Norge                                           | Molde FK                 | 3-2   | 3-2   | Gruppetta |
| 2022/23 | Conference League | Gruppspel              | Belgien                                         | KAA Gent                 | 4-2   | 1-0   | Gruppetta |
| 2022/23 | Conference League | Åttondelsfinal         | Polen                                           | KKS Lech Poznań          | 0-3   | 0-2   | 0-5       |
| 2023/24 | Conference League | Kvalomgång 2           | Schweiz                                         | FC Luzern                | 1-2   | 1-1   | 2-3       |
| 2024/25 | Conference League | Kvalomgång 2           | Luxemburg                                       | FC Progrès Niederkorn    | 3-0   | 0-1   | 3-1       |
| 2024/25 | Conference League | Kvalomgång 3           | Finland                                         | Ilves Tammerfors         | 3-1   | 1-1   | 4-2       |
| 2024/25 | Conference League | Playoff                | Slovenien                                       | NK Maribor               | 1-0   | 1-0   | 2-0       |
| 2024/25 | Conference League | Gruppspel (enkelmöten) | Österrike                                       | LASK Linz                | X     | 2-2   | Slutspel  |
| 2024/25 | Conference League | Gruppspel (enkelmöten) | Portugal                                        | Vitória SC               | 1-2   | X     | Slutspel  |
| 2024/25 | Conference League | Gruppspel (enkelmöten) | Grekland                                        | Panathinaikos FC         | 2-1   | X     | Slutspel  |
| 2024/25 | Conference League | Gruppspel (enkelmöten) | Wales                                           | The New Saints FC        | X     | 1-0   | Slutspel  |
| 2024/25 | Conference League | Gruppspel (enkelmöten) | Island                                          | Víkingur                 | X     | 2-1   | Slutspel  |
| 2024/25 | Conference League | Gruppspel (enkelmöten) | Polen                                           | Legia Warszawa           | 3-1   | X     | Slutspel  |
| 2024/25 | Conference League | Åttondelsfinal         | Cypern                                          | Pafos FC                 | 3-0   | 0-1   | 3-1       |
| 2024/25 | Conference League | Kvartsfinal            | Österrike                                       | SK Rapid Wien            | 0-1   | 4-1   | 4-2       |
| 2024/25 | Conference League | Semifinal              | England                                         | Chelsea FC               | 1-4   | 0-1   | 1-5       |

- = Vinst på bortamål

- ** = Förlust på bortamål
- *** = Coronasäsong vilket gjorde att det bara spelades en match

### Noterbara spelare

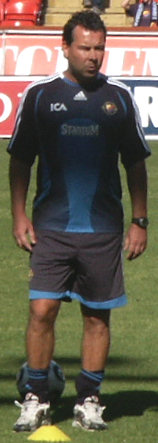
Stefan Rehn, spelare i DIF 1984–89, 2000–02.

### Nordiska turneringar
| Säsong    | Tävling      | Omgång         | Land    | Motståndare          | Hemma | Borta | Totalt       |
| --------- | ------------ | -------------- | ------- | -------------------- | ----- | ----- | ------------ |
| 1959–1962 | Nordic Cup   | Åttondelsfinal | Danmark | Skovshoved IF        | 5-1   | 3-0   | 8-1          |
| 1959–1962 | Nordic Cup   | Kvartsfinal    | Danmark | KB                   | 1-0   | 1-0   | 2-0          |
| 1959–1962 | Nordic Cup   | Semifinal      | Sverige | IFK Norrköping       | 2-0   | 5-3   | 7-3          |
| 1959–1962 | Nordic Cup   | Final          | Finland | Helsingforsalliansen | 0-1   | X     | 0-1          |
| 2004/05   | Royal League | Gruppspel      | Norge   | Rosenborg BK         | 0-1   | 4-4   | Utslagna     |
| 2004/05   | Royal League | Gruppspel      | Norge   | Vålerenga IF         | 0-1   | 1-3   | Utslagna     |
| 2004/05   | Royal League | Gruppspel      | Danmark | Esbjerg fB           | 0-3   | 0-1   | Utslagna     |
| 2005/06   | Royal League | Gruppspel      | Danmark | AaB                  | 2-1   | 3-1   | Gruppsegrare |
| 2005/06   | Royal League | Gruppspel      | Sverige | IFK Göteborg         | 0-1   | 0-2   | Gruppsegrare |
| 2005/06   | Royal League | Gruppspel      | Norge   | FK Lyn               | 1-1   | 2-1   | Gruppsegrare |
| 2005/06   | Royal League | Kvartsfinal    | Norge   | Vålerenga IF         | 2-1   | 3-1   | 5-2          |
| 2005/06   | Royal League | Semifinal      | Norge   | Lillestrøm SK        | 1-3   | 0-1   | 1-4          |

## Spelare

### Spelartruppen
| Nummer      | Land      | Spelare                  | Födelsedatum      | Kom från            | Moderklubb        |
| Målvakter   | Målvakter | Målvakter                | Målvakter         | Målvakter           | Målvakter         |
| ----------- | --------- | ------------------------ | ----------------- | ------------------- | ----------------- |
| 30          | Sverige   | Malkolm Nilsson Säfqvist | 3 augusti 1993    | Halmstads BK        | IS Örnia          |
| 35          | Sverige   | Jacob Rinne              | 20 juni 1993      | Al Fateh            | Laxå IF           |
| 45          | Serbien   | Filip Manojlović         | 25 april 1996     | Borac Banja Luka    | Radnički Beograd  |
| Försvarare  |           |                          |                   |                     |                   |
| 2           | Sverige   | Piotr Johansson          | 26 februari 1995  | Kalmar FF           | Skurups AIF       |
| 3           | Sverige   | Marcus Danielson         | 8 april 1989      | Dalian Professional | Skogstorps GoIF   |
| 4           | Sverige   | Jacob Une                | 8 april 1994      | IF Brommapojkarna   | IF Brommapojkarna |
| 5           | Finland   | Miro Tenho               | 2 april 1995      | HJK                 | KaaPo             |
| 12          | Sverige   | Theo Bergvall            | 21 september 2004 | IF Brommapojkarna   | IF Brommapojkarna |
| 18          | Sverige   | Adam Ståhl               | 8 oktober 1994    | Mjällby AIF         | Brämhults IK      |
| 19          | Sverige   | Viktor Bergh             | 26 juli 1999      | IFK Värnamo         | Forssa BK         |
| 21          | Sverige   | Mikael Marqués           | 8 september 2001  | Västerås SK         | Kulladals FF      |
| 27          | Japan     | Keita Kosugi             | 18 mars 2006      | Shonan Bellmare     | Shonan Bellmare   |
| Mittfältare |           |                          |                   |                     |                   |
| 6           | Finland   | Rasmus Schüller          | 18 juni 1991      | HJK                 | FC Kasiysi        |
| 8           | Sverige   | Albin Ekdal              | 28 juli 1989      | Spezia              | IF Brommapojkarna |
| 13          | Sverige   | Daniel Stensson          | 24 mars 1997      | IK Sirius           | Djurgårdens IF    |
| 14          | Sverige   | Hampus Finndell          | 6 juni 2000       | Viking              | IK Franke         |
| 17          | Island    | Mikael Anderson          | 1 juli 1998       | AGF                 | Reynir Sandgerði  |
| 20          | Finland   | Matias Siltanen          | 29 mars 2007      | KuPs                | KuPs              |
| 22          | Sverige   | Patric Åslund            | 1 augusti 2002    | Västerås SK         | Västerås IK       |
| 32          | Sverige   | Isak Alemayehu           | 11 oktober 2006   | Djurgårdens IF U19  | Djurgårdens IF    |
| Anfallare   |           |                          |                   |                     |                   |
| 7           | Norge     | Tobias Gulliksen         | 9 juli 2003       | FK Bodø/Glimt       | Konnerud IL       |
| 9           | Danmark   | August Priske            | 23 mars 2004      | FC Midtjylland      | Stensballe IK     |
| 10          | Norge     | Tokmac Nguen             | 20 oktober 1993   | Ferencváros TC      | Vind IL           |
| 11          | Sverige   | Zakaria Sawo             | 11 januari 2000   | Aris Limassol FC    | Oxie IF           |
| 15          | Sverige   | Oskar Fallenius          | 1 november 2001   | Brøndby IF          | IF Brommapojkarna |
| 16          | Norge     | Bo Hegland               | 18 juni 2004      | Moss FK             | Frigg Oslo FK     |
| 23          | Slovenien | Nino Žugelj              | 23 maj 2000       | FK Bodø/Glimt       | Slovenj Gradec    |
| 29          | Finland   | Santeri Haarala          | 17 december 1999  | Ilves Tammerfors    | Ilves Tammerfors  |

### Lärlingskontrakt
| Nr | Land    | Pos | Namn      |
| -- | ------- | --- | --------- |
| 40 | Sverige | MV  | Max Croon |

### Utlånade spelare
| Nr | Land   | Pos | Namn                                                  |
| -- | ------ | --- | ----------------------------------------------------- |
| 24 | Kenya  | F   | Frank Odhiambo (i IF Karlstad till 31 december 2025)  |
| 25 | Gambia | A   | Kalipha Jawla (i Östersunds FK till 31 december 2025) |

| Nr | Land    | Pos | Namn                                                     |
| -- | ------- | --- | -------------------------------------------------------- |
| 28 | Sverige | MF  | Gideon Granström (i Östersunds FK till 31 december 2025) |
|    |         |     |                                                          |

### U19-Truppen 2024
| Nr | Land    | Pos | Namn                           |
| -- | ------- | --- | ------------------------------ |
| -  | Sverige | MV  | Elias Markusson Kurula (-06)   |
| -  | Sverige | MV  | Sixten Bringzén (-06)          |
| -  | Sverige | F   | Alieu Manneh (-06)             |
| -  | Litauen | F   | Armandas Raudonis (-07)        |
| -  | Sverige | F   | Carl Selfvén (-07)             |
| -  | Sverige | F   | Dante Palmqvist (-06)          |
| -  | Sverige | F   | David Tokpah (-06)             |
| -  | Sverige | F   | Jack Tagesson (-05)            |
| -  | Sverige | F   | Melvin Vucenovic Persson (-07) |
| -  | Sverige | F   | Theo Patjas (-05)              |
| -  | Sverige | MF  | Jonathan Zeberga (-05)         |

| Nr | Land    | Pos | Namn                           |
| -- | ------- | --- | ------------------------------ |
| -  | Sverige | MF  | Kristijan Georgievski (-06)    |
| -  | USA     | MF  | Langston Wennerlind (-06)      |
| -  | Sverige | MF  | Liam Högquist (-06)            |
| -  | Sverige | MF  | Lukas Briceño (-06)            |
| -  | Sverige | MF  | Noah Östberg (-06)             |
| -  | Sverige | MF  | Rasmus Nehrman (-07)           |
| -  | Sverige | MF  | Salim Makanda (-06)            |
| -  | Sverige | A   | Lucas Zetterberg (-05)         |
| -  | Sverige | A   | Philip Yarar (-06)             |
| -  | Sverige | A   | Teodor Martvall Kakoseos (-06) |
| -  | Sverige | A   | Younes Hubert (-06)            |